# Beaumont-sur-Lèze
Beaumont-sur-Lèze (okzitanisch: Bèumont de Lesat) ist eine südfranzösische Gemeinde mit 1.638 Einwohnern (Stand: 1. Januar 2022) im Département Haute-Garonne in der Region Okzitanien (zuvor Midi-Pyrénées). Die Gemeinde gehört zum Arrondissement Muret und zum Kanton Auterive. Die Einwohner werden Beaumontais und Beaumontaises genannt.

## Lage
Beaumont-sur-Lèze liegt etwa 28 Kilometer südsüdöstlich von Toulouse und etwa acht Kilometer südlich von Muret am Fluss Lèze. Umgeben wird Beaumont-sur-Lèze von den Nachbargemeinden Eaunes im Norden, Lagardelle-sur-Lèze im Nordosten, Miremont im Osten, Auribail im Süden und Südosten, Montaut im Süden und Südwesten, Mauzac und Le Fauga im Westen sowie Muret im Nordwesten.

## Geschichte
Der Ort wird erstmals im 11. Jahrhundert in einem Güterverzeichnis der Abtei in Lézat erwähnt. Ab 1139 ist die Familie Du Faur de Ribonnet als Besitzer der Grundherrschaft überliefert. Bis zum Ende des Ancien Régime gab es viele Besitzerwechsel.

## Bevölkerungsentwicklung
| Jahr                       | 1962 | 1968 | 1975 | 1982 | 1990 | 1999 | 2006 | 2017 | 2019 |
| Einwohner                  | 796  | 833  | 907  | 1105 | 1239 | 1414 | 1502 | 1557 | 1587 |
| Quellen: Cassini und INSEE |      |      |      |      |      |      |      |      |      |

## Sehenswürdigkeiten
- Kapelle St-Pierre, erbaut ab dem 10. Jahrhundert
- Schloss Vignolles, erbaut im 17. Jahrhundert, seit 1994 in Teilen als Monument historique eingeschrieben
- Kirche St-Martial, erbaut von 1876 bis 1884

Siehe auch: Liste der Monuments historiques in Beaumont-sur-Lèze

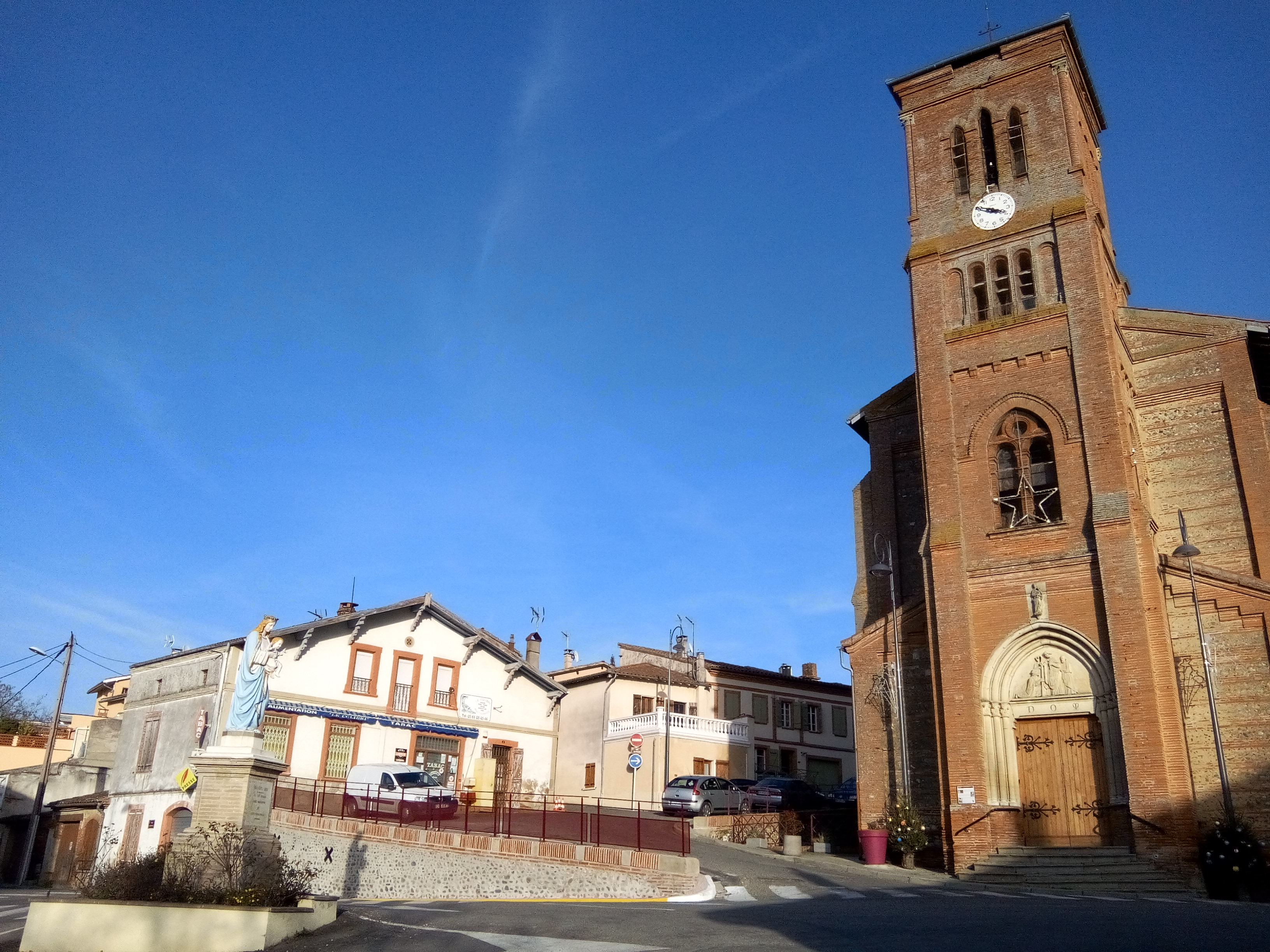
Kirche Saint-Martial

## Persönlichkeiten
- Antoine Darquier de Pellepoix (1718–1802), Astronom, gestorben in Beaumont-sur-Lèze
- Henry Richard Abadie (1841–1915), britischer Offizier und Gouverneur von Jersey